# 宣慰街道
宣慰街道，是中华人民共和国贵州省毕节市纳雍县下辖的一个街道办事处。
2019年8月8日，设置宣慰街道。辖原居仁街道的坝子社区、糯克社区、法那社区、宣慰社区。

## 行政区划
宣慰街道下辖以下地区：
街上社区、碗厂社区、居仁社区、马家营社区、坝子村、大冲村、干坝村、桃园村、家猫村、老窑村、莲花村、路尾村、路咀村、马井村、糯克村、石旮旯村和以物村。